# Classe Nanuchka
Classificate dai Russi come MRK,ovvero piccole navi lanciamissili, le 17 navi classe Nanuchka I sono state costruite tra il 1969 e il 1974 dai cantieri Petrovsky a Leningrado.
Gli osservatori occidentali le hanno classificate corvette missilistiche, ma considerato il fatto che queste navi hanno buone capacità di navigazione al largo e l'armamento particolarmente pesante, sarebbe più giusto inserirle tra le fregate.
Le Nanuchka hanno avuto un momento di 'gloria' nel 1986, quando due di esse hanno preso parte, sotto bandiera libica, alle battaglie contro la flotta USA della primavera di quell'anno (operazione Attain Document). Una di loro, la Ean Mara,fu affondata da un aereo americano, e un'altra gravemente danneggiata.
Le Nanuchka hanno una struttura molto massiccia, con imponenti sovrastrutture ricche di sensori di scoperta, un armamento di artiglieria comprendente una torre da 57 e nelle Nanuchka II, un CIWS ADG-630, diciotto missili SA-N-4 contraerei (con capacità anche anti-superficie) e soprattutto, sei colossali missili antinave SS-N 9 Siren, sostituiti tuttavia con quattro Styx nei modelli destinati all'esportazione. Una ventina di modello II complessivamente prodotte. Il loro principale e non stupefacente limite era ed è quello di avere una certa instabilità data dai pesi in alto. Oltre che dalla Libia vengono utilizzate anche dall'Algeria.